# Голкондський султанат
Голкондський султанат (перс. سلطنت گلکنده; урду سلطنت گولکنڈه) — держава, що виникла у східній Індії після занепаду Бахманідського султанату в 1518 році. Керувалася династією Кутб-шахів. Існувала 170 років. Голконда була відома своїми алмазними копальнями. Тривалий час сама назва Голконда асоціювалася з казковою багатою країною алмазів та їнших коштовностей.

## Історія
Ця держава виникла в Телінгані, що тоді була частиною держави Бахмані. Засновником султанату став Кулі Кутб-уль-Мульк, що походив з тюркського роду Кара-Каюнлу. Він зробив гарну кар'єру за останніх бахманідських султанів. Наприкінці 1480-х років мав значний вплив в Телінгані. З початком розпаду бахмані у 1490 році став фактичним володарем невеличкої території. У 1512 році значно розширив свої володіння. Втім лише у 1518 році оголосив про свою незалежність та утворення султанату. Як столицю було обрано місто (з фортецею) Голконда. Себе оголосив Кулі Кутб-шахом. Під час свого тривалого володарювання (до 1543 року) багато зробив для розбудови держави. При цьому намагався встановити мирні стосунки з індусами, багато з яких стали впливовими урядовцями. Держава спочатку займала невеличку територію між верхів'ями річок Крішна та Годаварі. Між нею та сильними тоді султанами Біджапуру й Ахмеднагару розташовувався Бідарський султанат. За першого султана Голконди підвладні землі розширилися до Бенгальської затоки.
Його син Ібрагім Кулі Кутб-шах (1550—1580) після семрічної боротьби за трон зумів відновити стабільність. Почав військові та економічні реформи, що прияли піднесенню султанату. Відтоді починається активна зовнішня політика. Тривають війни з Ахмеднагарським та Біджапурським султанами, Віджаянагарською імперією. При цьому укладається союз з індуською династією Гаджапаті, що правила в Утткалі (Орісса). У 1565 році бере участь у битві при Талікоті, що спричинила занепад Віджаянагару.
Його справу продовжив Мухаммад Кулі Кутб-шах, за якого держава сягнула піку розквіту. Наприкінці правління кордони султанату тягнулися від долини річки Пеннер (на півдні) до меж могольських провінцій Орісса, Біхар та Аллахабад (на півночі). Важливим торговельним портом став Мачілапатнам.
Зі смертю цього султана у 1612 році починається поступовий занепад Голконди, викликаний тиском з боку імперії Великих Моголів. Військові конфлікти завершилися визнанням султанами Голконди формальної залежності у 1656 році. Втім після смерті падишаха Шах Джахана політика Великих Моголів спрямувалася на знищення султана. Зрештою у 1687 році його землі були захоплені військами Аурангзеба.

## Султани
- Кулі Кутб-шах (1518—1543)
- Джамшид Кулі Кутб-шах (1543—1550)
- Кулі II Кутб-шах (1550)
- Ібрагім Кутб-шах (1550—1580)
- Мухаммад Кулі Кутб-шах (1580—1612)
- Мухаммад Кутб-шах (1612—1626)
- Абдулла Кутб-шах (1626—1672)
- Абуль Хасан Кутб-шах (1672—1687)